# Zoila Barros
Zoila Barros Fernández (* 6. August 1976 in Havanna) ist eine kubanische Volleyballnationalspielerin.
Barros spielte mit der kubanischen Nationalmannschaft dreimal in Folge bei den Olympischen Spielen und gewann 2000 Gold sowie 2004 Bronze. Außerdem gewann sie die Panamerikanischen Spiele 2007 sowie zahlreiche Medaillen beim Volleyball World Grand Prix und anderen internationalen Wettbewerben.
Auf Vereinsebene spielte Barros überwiegend beim heimischen Ciudad Havanna, war aber auch in Italien bei Pallavolo Reggio Calabria sowie in Russland bei VK Uralotschka-NTMK und VK Dynamo Moskau aktiv. 2013/14 hatte sie ein Comeback in Rumänien bei CSM Bukarest.
Barros wurde in ihrer Karriere mehrfach als „Beste Aufschlägerin“, „Beste Angreiferin“ und „Wertvollste Spielerin“ (MVP) ausgezeichnet.